# Patrice de Coninck
Pour les articles homonymes, voir De Coninck.
Patrice Claude Ghislain de Coninck, né à Bruges le 19 novembre 1770 et mort dans cette même ville le 22 mai 1827, était juriste et homme politique, originaire des Pays-Bas méridionaux.

## Biographie

### Famille
Patrice de Coninck appartenait à une famille ayant des lettres de noblesse depuis 1719. Son père Baudouin de Coninck avait épousé Marie-Albertine van Zuylen, de la famille des barons van Zuylen van Nyevelt. Sa mère était la cousine germaine de Jean-Jacques van Zuylen van Nyevelt.
Patrice reçut en 1810 le titre de baron de l'Empire, nomination que ne fut pas suivie d'effet, le bénéficiaire n'ayant pas levé les lettres patentes. 
En 1797, il avait épousé Françoise-Augustine van Outryve (1777-1837) (qui n'avait pas obtenu le consentement de ses parents), fille du chevalier Jean-Jacques van Outryve, seigneur de Merckem. Ils eurent un fils unique, Théodore de Coninck (1807-1855). Leurs petits-fils obtinrent bien plus tard (Charles en 1884 et Gustave en 1887) d'ajouter 'de Merckem' à leur nom de famille.
En 1816, Patrice de Coninck accepta la reconnaissance de noblesse et désignation de membre du corps équestre de la Flandre Occidentale, avec le titre de chevalier.

### Carrière
Avocat à Bruges, il fut nommé, durant la période française, conseiller général du département de la Lys. Il fit ensuite une carrière préfectorale dans divers départements : Ain (1802-1805), Jemmapes (1805-1810), Bouches-de-l'Escaut (du 10 mai 1810 au 10 janvier 1811) et Bouches-de-l'Elbe (à partir du 10 janvier 1811).
Après la chute du Premier Empire, il fut membre en 1815 de la Commission constitutionnelle néerlandaise et joua un rôle important dans la création de la Eerste Kamer. 
Il fut nommé gouverneur de Flandre-Orientale le 15 septembre 1815.
Il fut ensuite nommé ministre de l'Intérieur le 21 février 1817 par Guillaume Ier et ministre des Affaires étrangères le 23 juin 1825, Le 1er décembre de la même année il démissionna pour cause de maladie et vint s'éteindre à Bruges.
Il fut nommé ministre d'État le 16 mars 1826.

## Littérature
- M. Siegenbeek, Levensbericht van P.C.G. baron de Coninck, dans: Handelingen van de Maatschappij der Nederlandse Letterkunde, 1827
- Biographie Universelle, Bruxelles, 1843
- A. J. Van der Aa, Biografisch Woordenboek der Nederlanden, 1852
- A. Vander Meersch, Patrice de Coninck, homme d'Etat, dans: Biographie nationale, T. IV, Bruxelles, 1873, col. 893-895.
- Nieuw Nederlandsch Biografisch Woordenboek, Deel VIII, 1930
- Oscar Coomans de Brachène, État présent de la noblesse belge, annuaire 1986, Bruxelles, 1986.

## Sources
- Notices d'autorité :   - VIAF
  - ISNI
  - GND
  - Pays-Bas
- Ressource relative à la vie publique :   - Dossiers individuels de préfets
- Notice dans un dictionnaire ou une encyclopédie généraliste :   - Biografisch Portaal van Nederland
- P.C.Gh. ridder de Coninck (site du parlement néerlandais)